# Schloss Leopoldskron

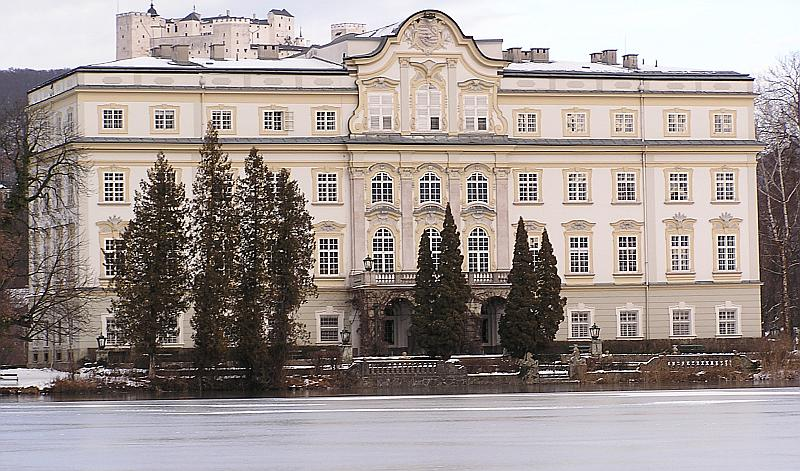
Schloss Leopoldskron, dahinter die Festung

Schloss Leopoldskron ist ein Salzburger Schloss aus dem 18. Jahrhundert. Es liegt mit seinem ausgedehnten Schlosspark und der ihn umgebenden parkartigen Landschaft im Grünraum des Stadtteiles Riedenburg. Im Südosten grenzt Gneis-Moos an, im Südwesten Leopoldskroner Moos. Zum Schloss gehört eine Schlosskapelle. Nördlich des Schlosses liegt der zugehörige Meierhof. Zum gestalteten äußeren Schlossgarten gehören der Leopoldskroner Weiher und die Leopoldskroner Straße, die älteste Kastanienallee im Land Salzburg.

## Geschichte des Schlosses

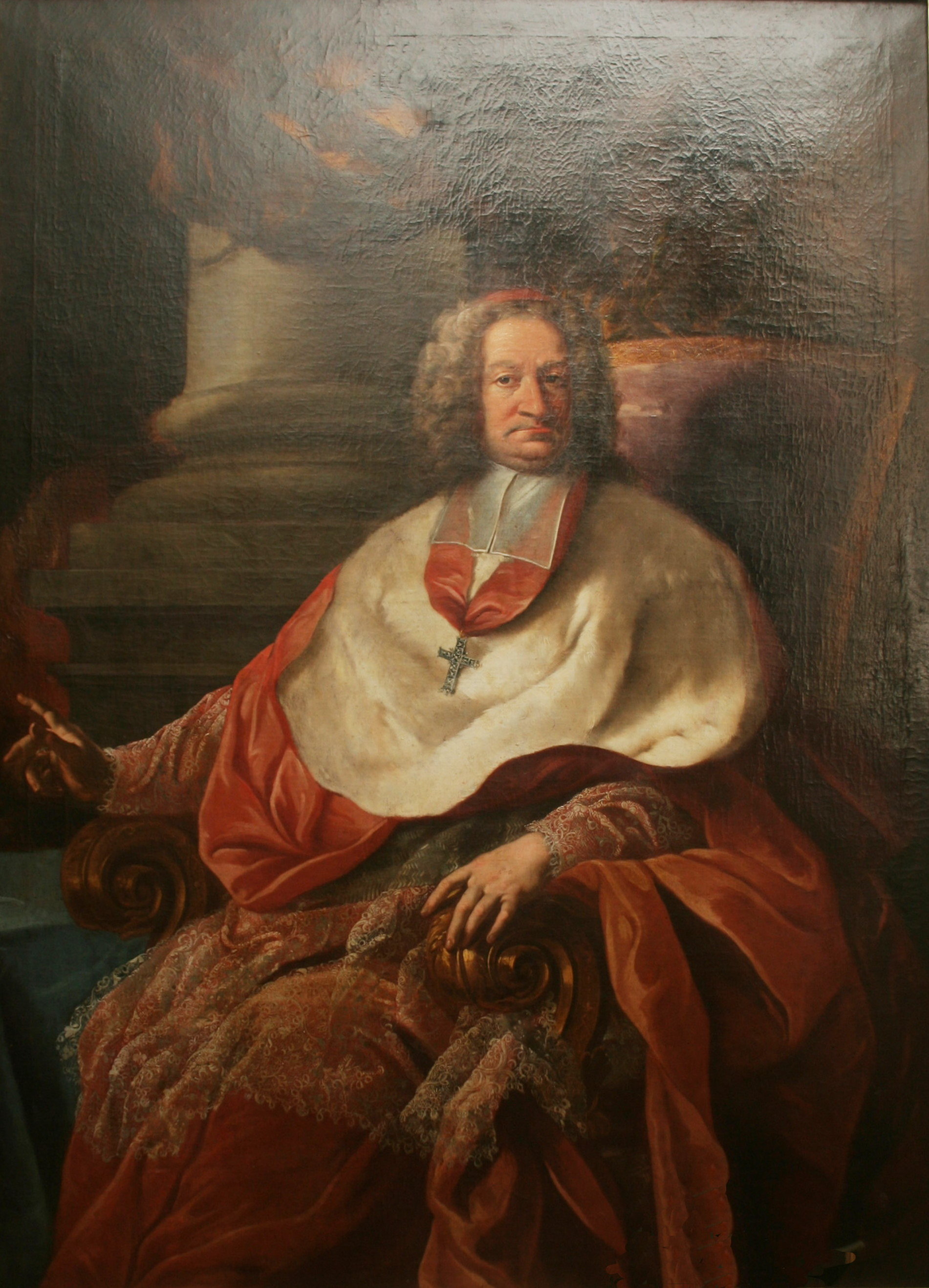
Der Erbauer, Fürsterzbischof Leopold Anton von Firmian (Gemälde im Schloss Leopoldskron)

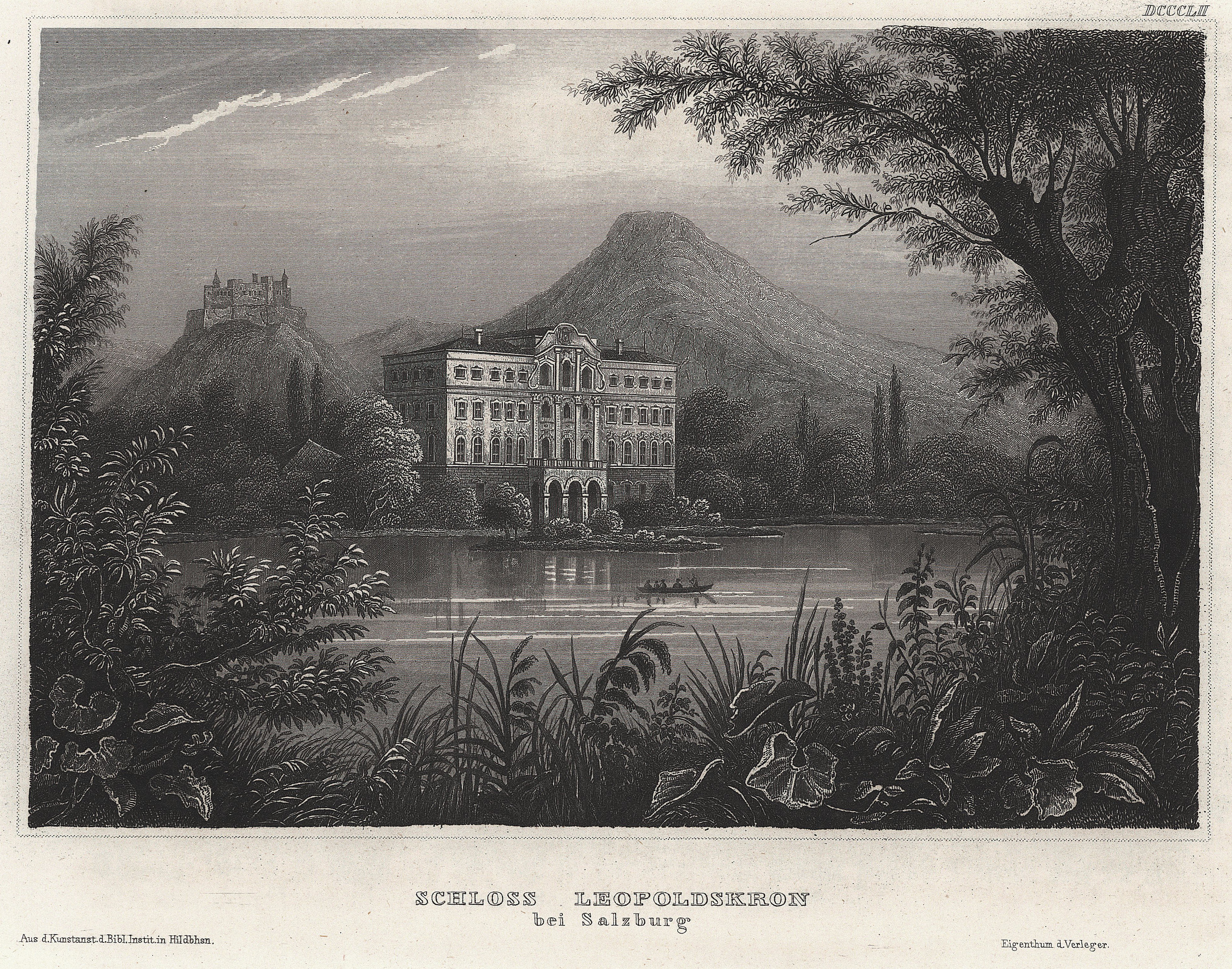
Schloss Leopoldskron, um 1857 (Stahlstich)

Der Salzburger Erzbischof Leopold Anton Eleutherius Freiherr von Firmian, der von 1727 bis 1744 regierte, ließ in der Riedenburg das Schloss als persönlichen Sommersitz errichten, der nach seinem Tod an die Primogenitur des Geschlechts der Freiherrn von Firmian fallen sollte. Das Schloss wurde in den Jahren 1736 bis 1740 nach Plänen des Benediktinermönches Bernard Stuart gebaut. Nach dem ersten Vornamen des Erzbischofs und der Krone im Wappen des Geschlechtes der Firmian erhielt es seinen Namen. Die Stuckarbeiten stammen von Johann Kleber. Nach dem Tod des Bauherrn Firmian im Jahre 1744 wurde sein Herz in der Schlosskapelle beigesetzt, während der Körper, wie der aller Erzbischöfe, im Salzburger Dom bestattet wurde. Das Schloss fiel zuerst an den Neffen des Erzbischofs Laktanz von Firmian. Es war ursprünglich dreigeschoßig und besaß ein hohes Mansarddach samt einem oktogonalen mittigen Turm. Nach 1760 ließ er das Schloss im klassizistischen Stil umbauen; der Turm und das Mansarddach wurden abgerissen und durch ein Attikageschoß ersetzt. Die Bilder im Festsaal (Deckengemälde Vier Jahreszeiten) und einige in der besonders sehenswerten Kapelle stammen von Andreas Rensi (etwa 1740). Von Franz Anton Ebner stammt das Deckengemälde der Kapelle Hochzeit der Atalante (ebenfalls etwa 1740).
Leopolds Neffe Laktanz bewohnte das Schloss gut 40 Jahre. In dieser Zeit entstand eine beeindruckende Gemäldesammlung mit 571 Werken. Nach dem Tode von Laktanz 1786 erbte das Anwesen dessen Sohn Leopold Graf Firmian. Nach der Aufhebung der Primogeniturrechte im Jahr 1816 wechselte das Schloss häufig den Besitzer, nur der Schlossweiher blieb bis in die Zeit nach dem Ersten Weltkrieg im Besitz der adeligen Familie Firmian. Nach dem Tod von Leopold Graf Firmian fiel das Schloss an seinen Schwiegersohn Karl Graf Wolkenstein-Trostburg. 1837 erwarben der Schießstättenwirt Georg Zierer und seine Frau Therese das Schloss, die die meisten Bilder der einzigartigen und überaus wertvollen Gemäldesammlung zu Flohmarktpreisen verkaufte. Die antiken Statuen ließ er zu Gipsmehl verstampfen, da ihnen einzelne Körperteile fehlten und sie Zierer als wertlos erschienen und seinem Sittlichkeitsempfinden nicht entsprachen. Die Etagen unterteilte er in vermietbare Sommerwohnungen. 1845 kauften Friedrich Dietz und Friedrich Christian Kreh, zwei ehemalige Oberkellner aus Weinsberg das Schloss um 45.000 Gulden und bauten es zum Hotel Leopoldskron mit Schlammbädern und einer Molken-Kuranstalt um. Das Hotel genügte durchaus gehobenen Ansprüchen und so stieg beispielsweise am 6. September 1846 die Prinzessin Sophie Friederike von Bayern auf dem Weg nach Ischl in dem Hotel ab. Das Hotel ging in Konkurs und erneut übernahm der Schießstättenwirt Zierer das Anwesen, um es nach drei Monaten an Heinrich Ritter von Mertens, Bürgermeister von Salzburg, zu verkaufen. Dieser bewohnte das Schloss nur zum Teil und vermietete mehrere kleinere Wohnungen des Schlosses; auch die Schlosssäle wurden für Bälle oder Diners vermietet.
Heinrich von Mertens versuchte ab 1850, das Schloss zu verkaufen und bot es König Ludwig I. von Bayern an; dieser erwarb am 16. Februar 1851 das Schloss für 75.000 Gulden und bewohnte es nach seiner Abdankung bis 1868. Er benutzte das Schloss mit seinem Hofstaat in einem zweijährigen Rhythmus in den ungeradzahligen Jahren; in den geradzahligen Jahren wurde das Sommerlager im Schloss Berchtesgaden aufgeschlagen. Während der Sommeraufenthalte kamen viele Mitglieder der königlichen Familie nach Leopoldskron, so der Sohn Otto, am 1. September 1853 kam es zu einem großen Familienfest unter Anwesenheit des Kaisers Franz Josef und seiner Braut Sisi. Aber auch regierende Fürsten wie 1863 Kaiser Wilhelm Friedrich Ludwig von Preußen (ein Treffen mit dem mitgereisten Otto von Bismarck lehnte König Ludwig ab) oder 1867 Kaiser Napoleon III. waren hier zu Gast. Nach dem Tod von König Ludwig 1868 erhielt sein Enkel Prinz Leopold von Bayern das Schloss sowie die Waldungen und Marmorbrüche am Untersberg. Prinz Leopold verkaufte bereits am 9. April 1869 das Anwesen an Ministerialrat Alexander Julius Schindler, der als Schriftsteller unter dem Pseudonym Julius von Traun publizierte. Im Schloss empfing er u. a. seine Schriftstellerkollegen Johann Gabriel Seidl, Ludwig Steub und Theodor Storm. Schindler verstarb am 16. März 1885 in Wien. 1890 erwarb der Bankier Karl Spängler den hälftigen Schlossanteil von Schindlers Sohn Julius, die andere Hälfte behielt die Tochter Schindlers. 1895 kamen beide Teile in den Besitz von Baron von Rüdt-Colenberg; dessen Witwe verkaufte 1904 den Besitz an den Regierungsrat Paul Wolf aus Frankfurt am Main.
Von diesem erwarb Max Reinhardt, Regisseur und Mitbegründer der Salzburger Festspiele, 1918 das Schloss. Reinhardt ließ eine neue, nach dem Vorbild St. Gallens gestaltete Bibliothek einrichten. Anfang September 1930 hatte der Schlossherr Carl Zuckmayer zu Gast. Der hatte damals ein Stück über den Hauptmann von Köpenick als aktuelle Eulenspiegelei im Sinn, dafür aber noch nichts geschrieben. In einer Nacht entwickelte er die Komödie dem Gastgeber. Reinhardt besaß Leopoldskron bis zur Enteignung seines Salzburger Besitzes am 16. April 1938. Schon 1937 war er aber wegen der zunehmenden Bedrohung der jüdischen Bevölkerung nach New York geflohen. Von seiner Enteignung erfuhr Reinhardt aus der Presse, als er, an amerikanischen Kulturprojekten arbeitend, in New York weilte.
Stéphanie von Hohenlohe („Hitlers Spionin“) sollte das „arisierte“ Schloss als Gästehaus für prominente Künstler führen. Sie ließ es großzügig umgestalten, floh aber bei Kriegsbeginn nach England. Für kurze Zeit bewohnte dann gelegentlich der bekannte, politisch opportunistische Dirigent Clemens Krauss das Schloss, bis es nach 1945, in der nach dem Ende des Nazi-Regimes wiedererrichteten Republik Österreich, die Erben von Max Reinhardt zurückerhielten, die es später verkauften.

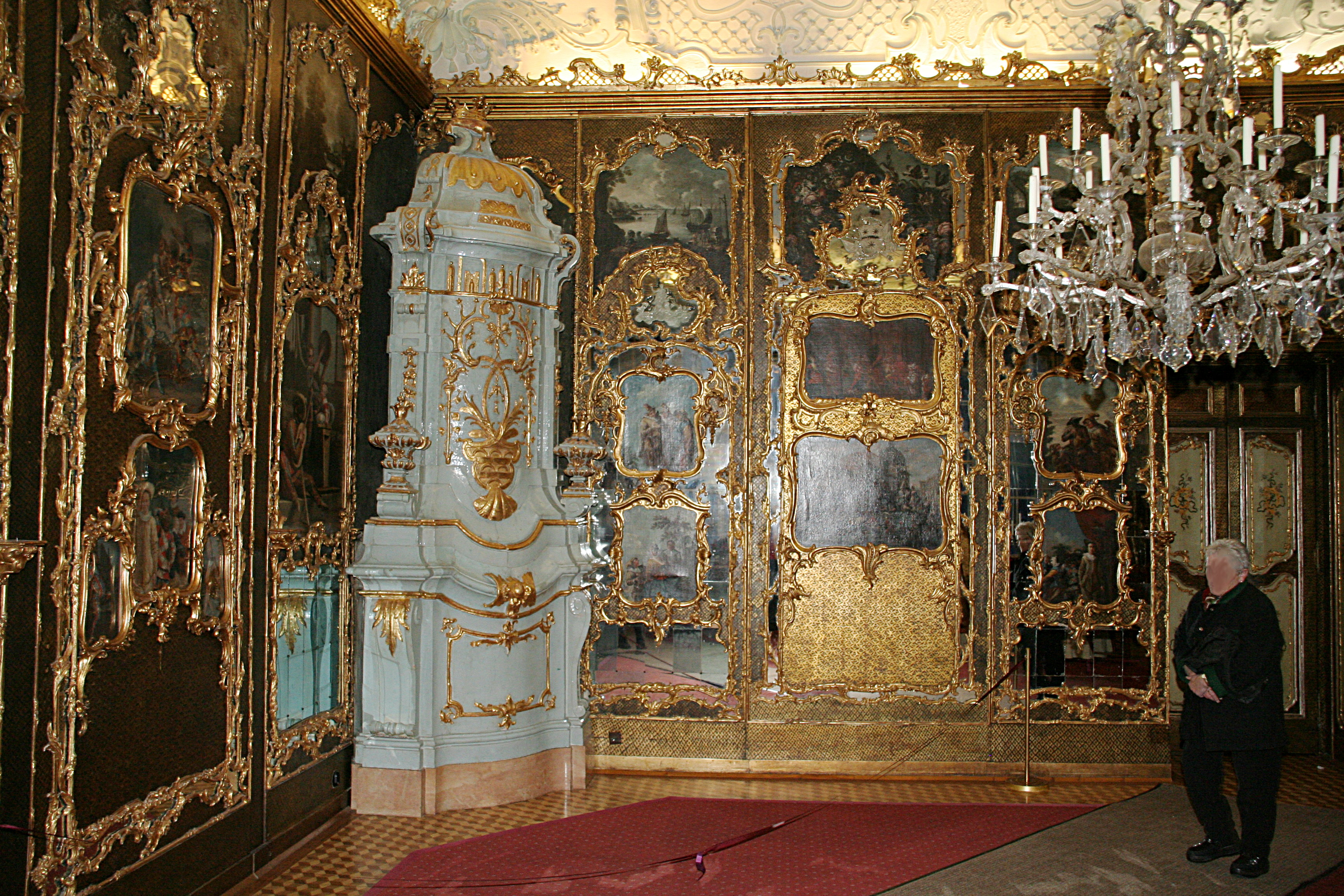
Venezianisches Zimmer in Schloss Leopoldskron
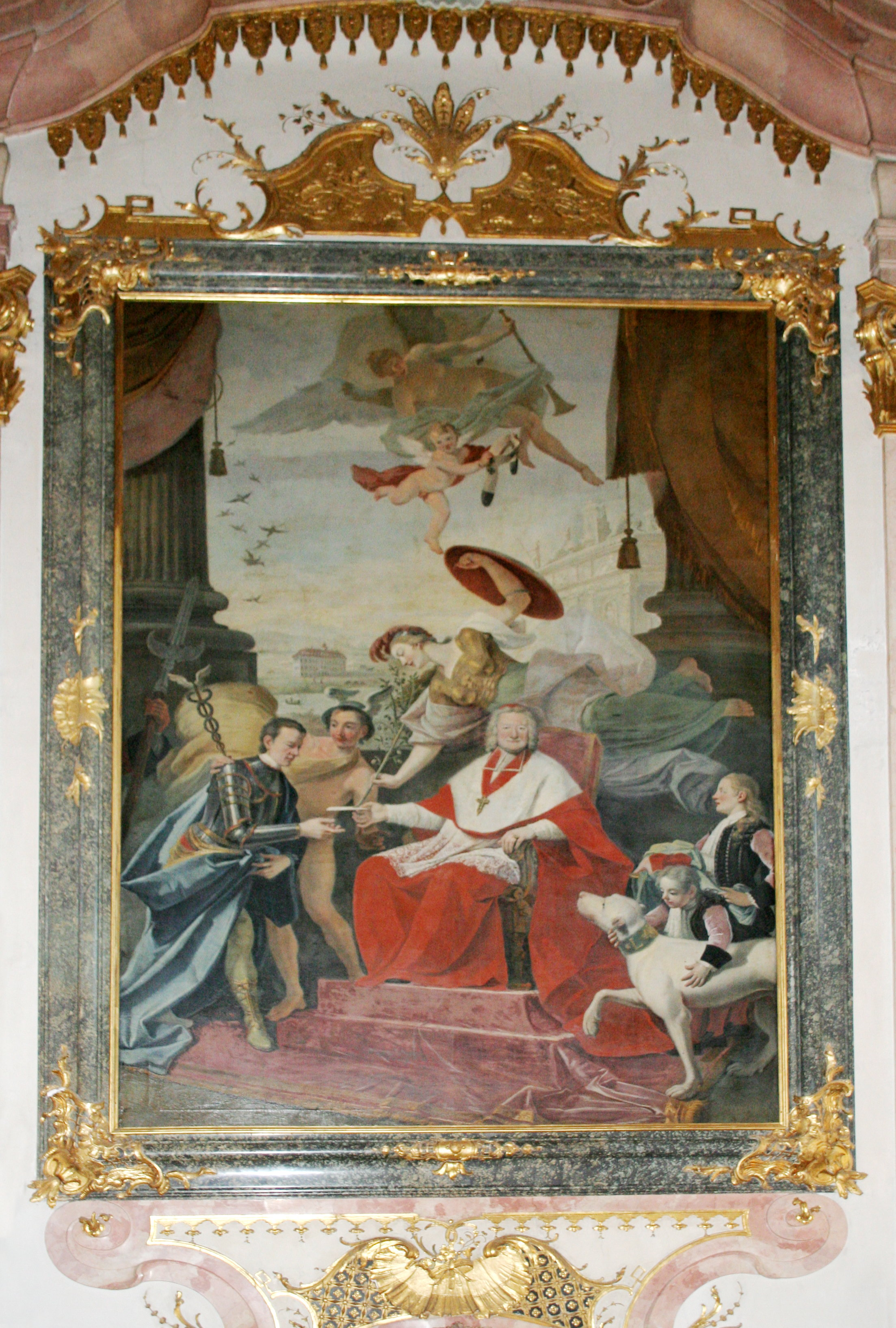
Erzbischof Firmian stiftet das Schloss der Familie seines Neffen
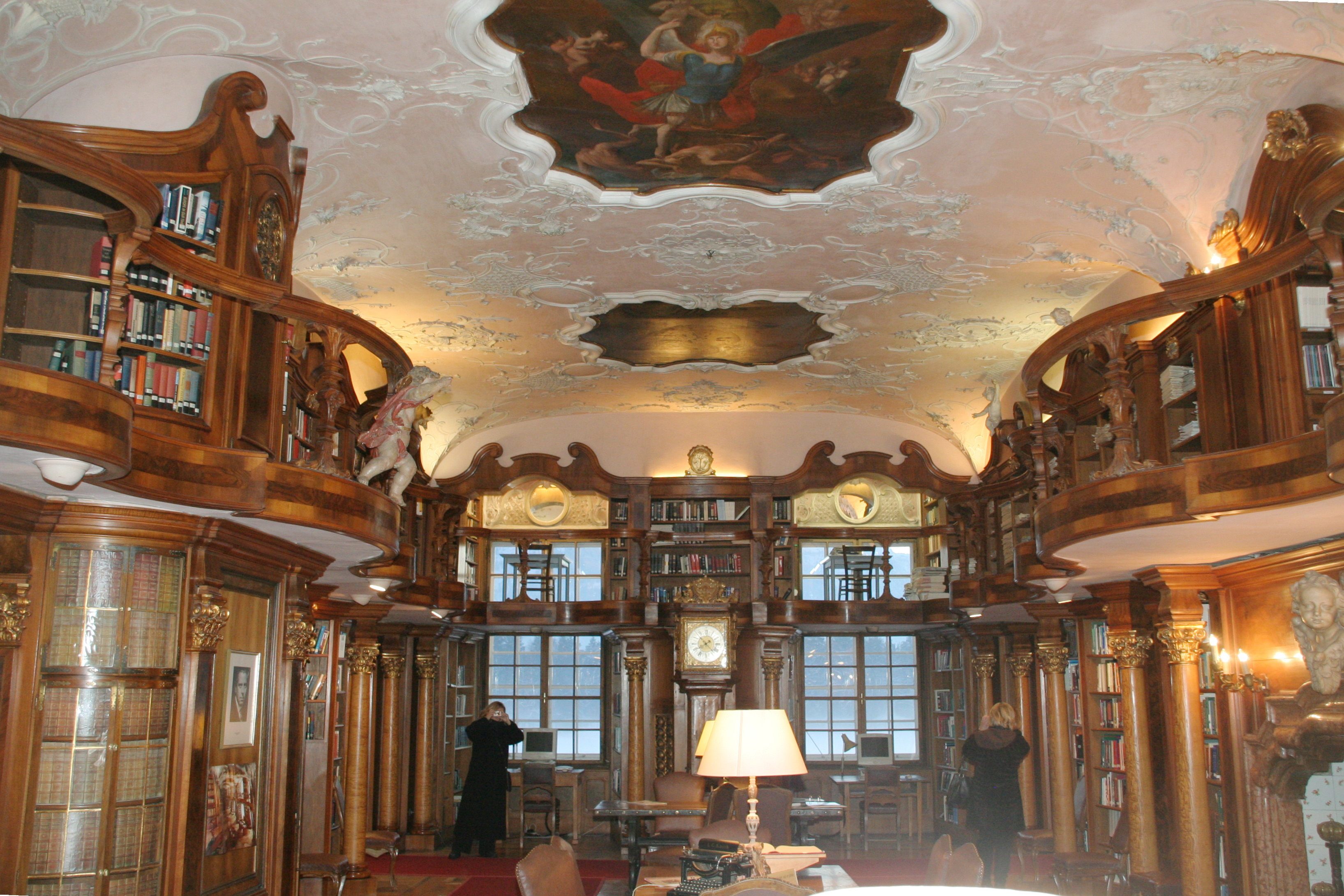
Bibliothek, nach dem Vorbild in St. Gallen von Max Reinhardt entworfen
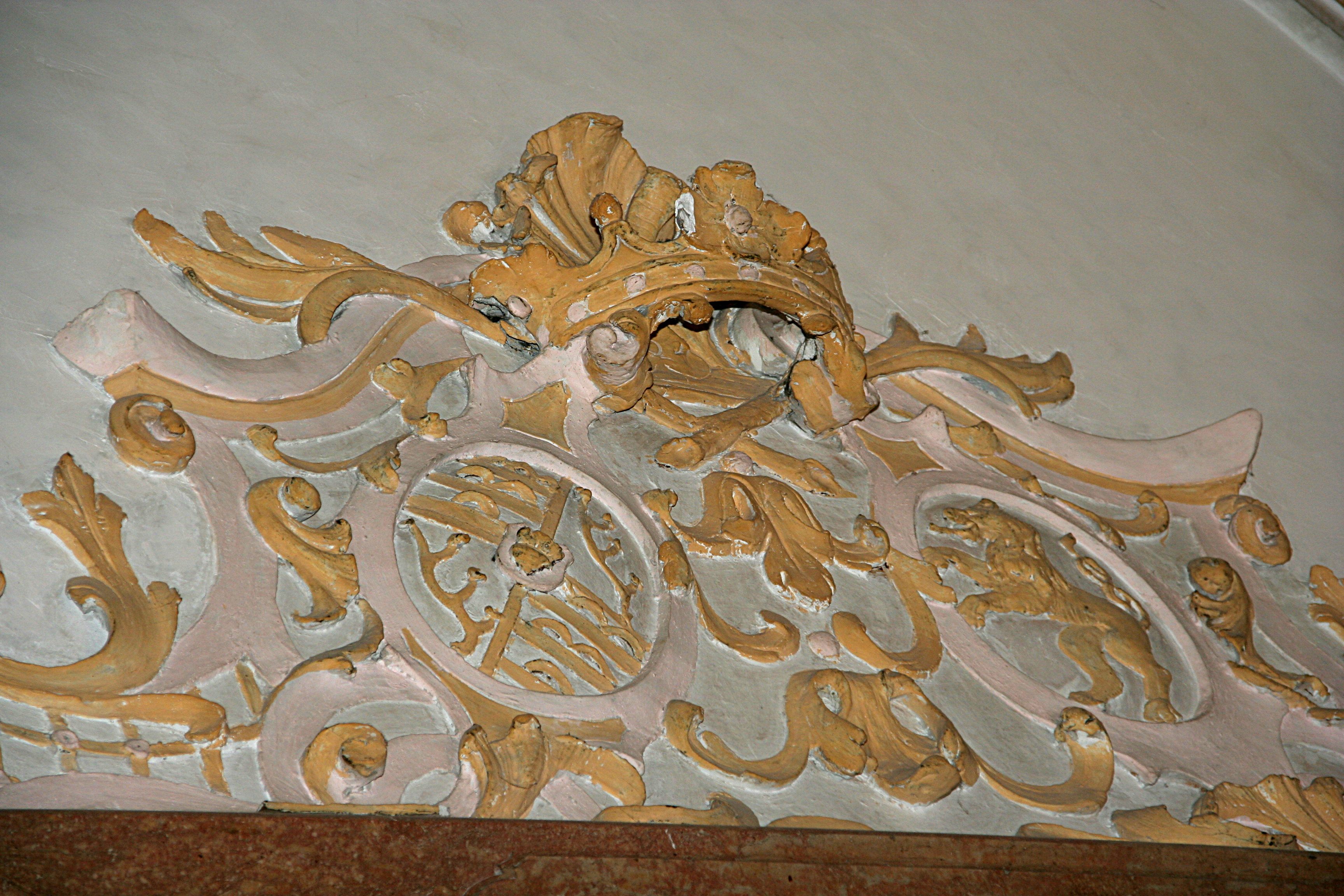
Stuckarbeiten mit dem Wappen der Firmian und dem Salzburger Löwen

## Gartenanlagen

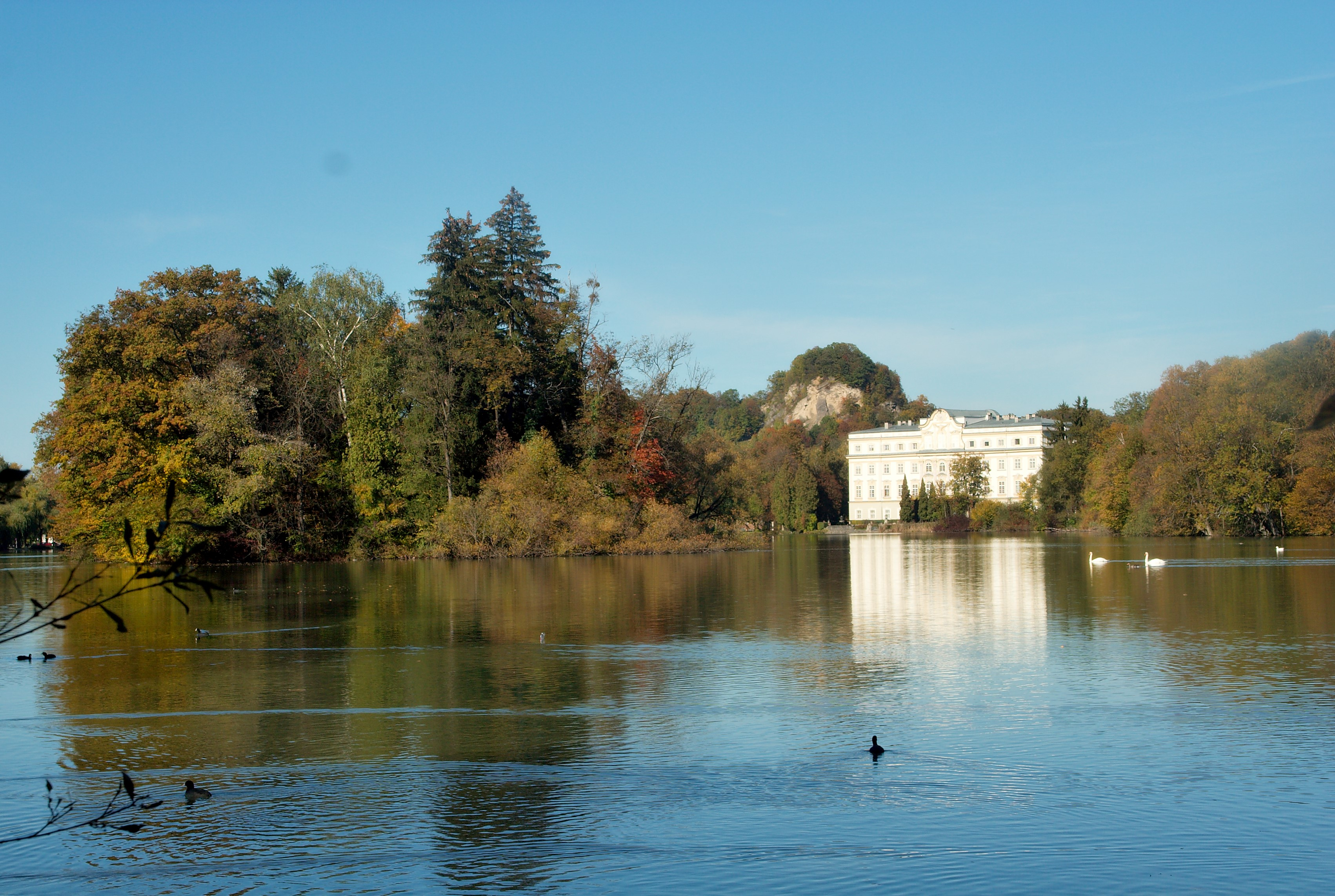
Schloss Leopoldskron vom Südrand des Weihers

Vor dem Schlossgebäude liegt ein Barockgarten. Er geht in seiner Anlage noch auf die Erbauung durch Erzbischof Firmian 1736–1740 zurück, der ursprünglich kleine barocke Schlosspark im Süden und Westen des Schlosses wurde unter König Ludwig von Bayern als englischer Garten neu angelegt, und unter Max Reinhardt als neobarocker Garten neu gestaltet und deutlich vergrößert. Die Anlage gehört zu den bedeutendsten gartenarchitektonischen Denkmalen Österreichs und steht unter Denkmalschutz (Nr. 41 im Anhang zu § 1 Abs. 12 DMSG).
Südlich und um den Weiher liegt der Landschaftsgarten. Das Areal gehört noch zur Pufferzone der UNESCO-Welterbestätte Historisches Zentrum der Stadt Salzburg (784) und bildet mitsamt Schloss das Landschaftsschutzgebiet Leopoldskroner Weiher (LSG 37, 81 ha) und einen wichtigen Bestandteil des Grüngürtels für den Salzburger Ballungsraum. Zum erweiterten Schlosspark gehört auch der in die Landschaft ausgreifende schlossnahe Teil der Leopoldskronerstraße.

## Der Leopoldskroner Weiher

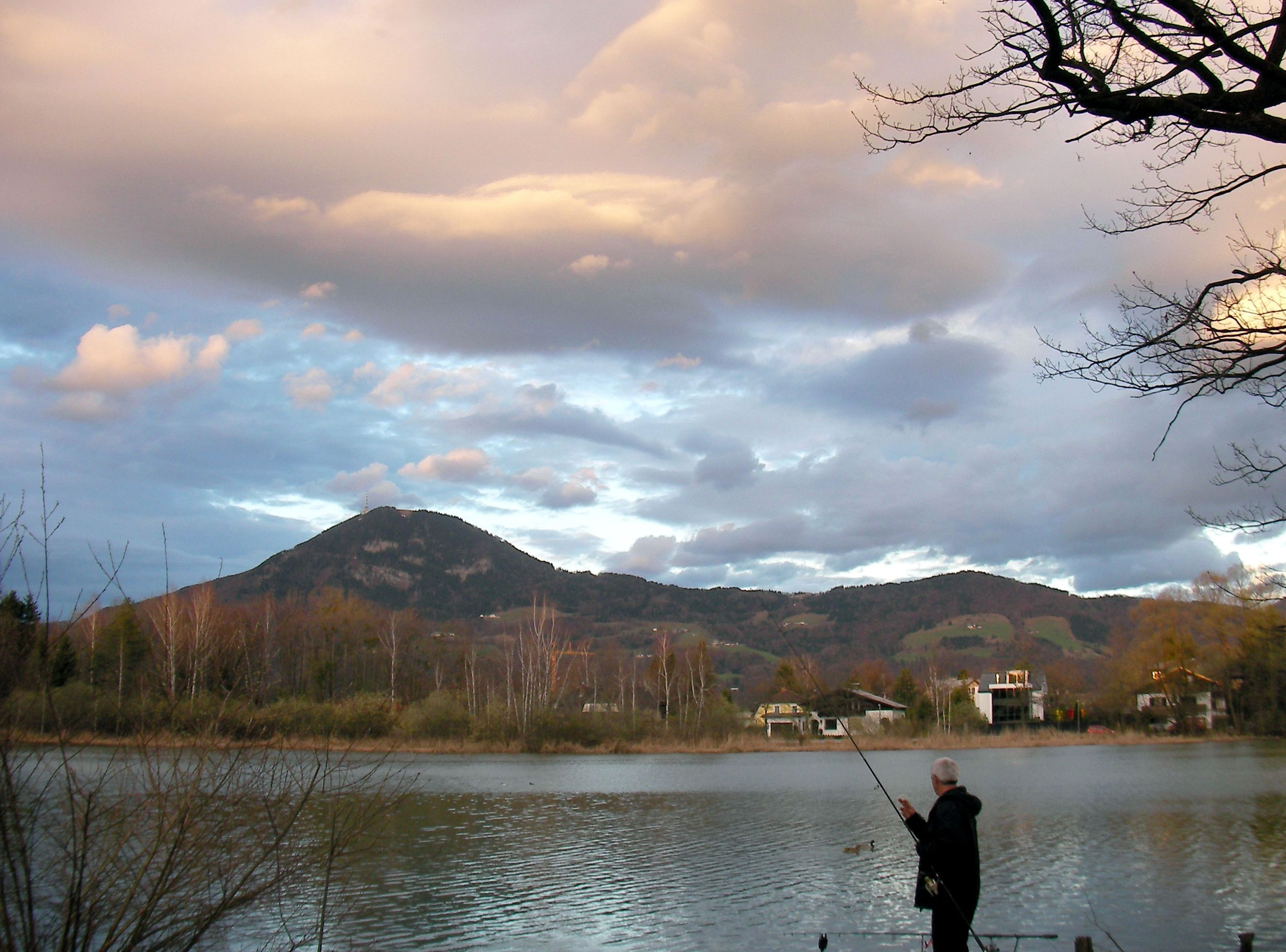
Fischer am Leopoldskroner Weiher mit dem Gaisberg im Hintergrund

Der Schlossweiher, allgemein Leopoldskroner Weiher genannt, wird vom Almkanal gespeist.
Im 19. Jahrhundert und in der ersten Hälfte des 20. Jahrhunderts befand sich am Nordufer eine zuerst nur für die Soldatenausbildung, später auch für die ganze Salzburger Bevölkerung bestimmte Badeanstalt – deren Portal der Herrenschwimmschule in den Wintermonaten als Zugang zu dem 13.000 m² großen Eislaufplatz diente. Er wurde auch häufig für romantische Bootsausflüge genutzt.
Nach der Zerstörung der hölzernen Badeanstalt durch Fliegerbomben des Zweiten Weltkrieges wurde vorübergehend der ganze Weiher als Badesee genutzt. Anstelle der hölzernen Badeanstalt entstand nach 1960 das heutige Freibad Leopoldskron, das in der Folge mehrfach erweitert wurde. Dieses Freibad befindet sich nördlich des Schlosses. Unweit davon (ebenfalls im Stadtteil Riedenburg-St. Paul) liegt das Studentenheim Salzburger Lehrerhaus. In der Nähe des großen Leopoldskroner Weihers liegen die wohl ebenfalls durch Torfabbau entstandenen alten Teiche der Erzabtei St. Peter (St.-Peter-Weiher). Der Leopoldskroner Weiher ist bis heute öffentlich zugänglich und wird auch fischereisportlich genutzt.

## Das Schloss heute
Das Schloss Leopoldskron ist im Besitz der US-amerikanischen Nichtregierungsorganisation Salzburg Seminar, eines Treffpunkts internationaler Führungskräfte aus Politik, Wirtschaft, Kunst, Kultur und Wissenschaft. Es ist nur für Angehörige und ehemalige Angehörige des Salzburg-Seminars zugänglich. Finden keine Seminare statt, können Räume des Schlosses gemietet werden. 1973 wurde der angrenzende Meierhof ebenfalls von der Stiftung angekauft. Seit 2014 wird das Schloss als Hotel Schloss Leopoldskron genutzt.
Schloss Leopoldskron wird als einer der Drehorte des Films The Sound of Music vermarktet.. Belegt sind allerdings nur Dreharbeiten auf dem Gelände des Meierhofs, der damals noch Bertelsmann gehörte.
Schloss Leopoldskron ist auf der Rückseite der 1000-Schilling-Banknote von 1966 zu sehen.

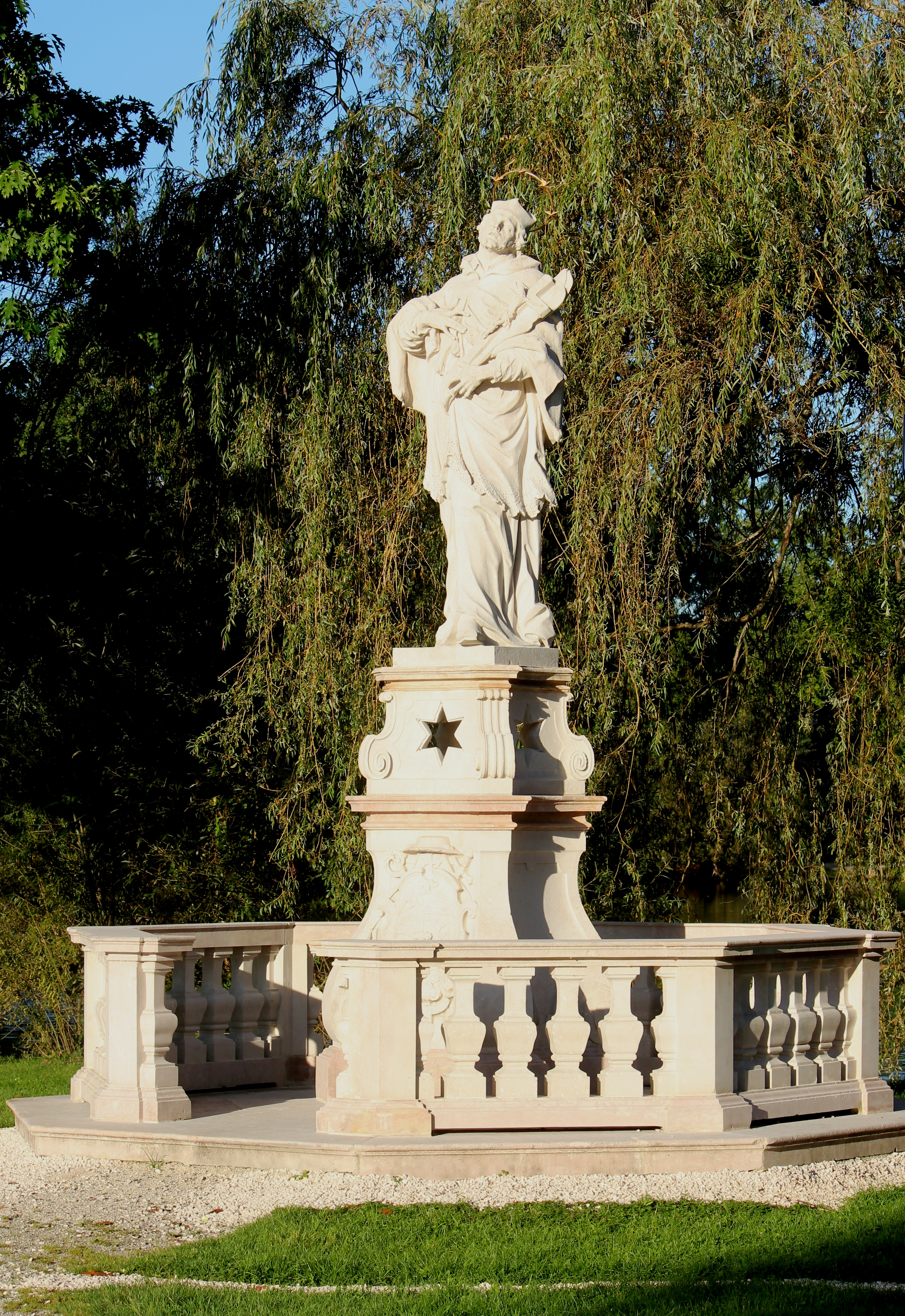
Das jüngst restaurierte Johannes-Nepomuk-Denkmal, gestaltet von Josef Anton Pfaffinger im Jahr 1744
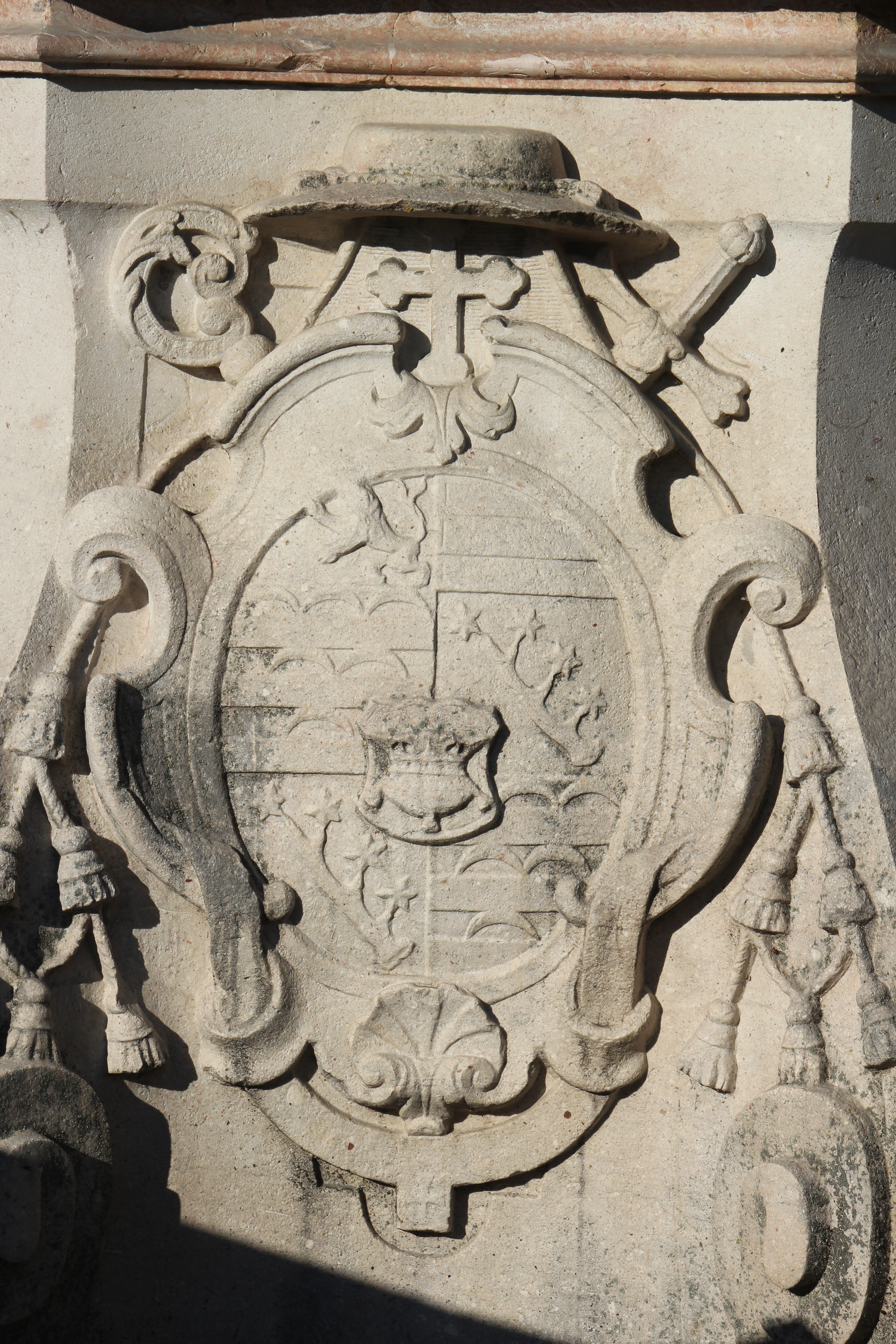
Das Wappen von Erzbischof Leopold Anton von Firmian
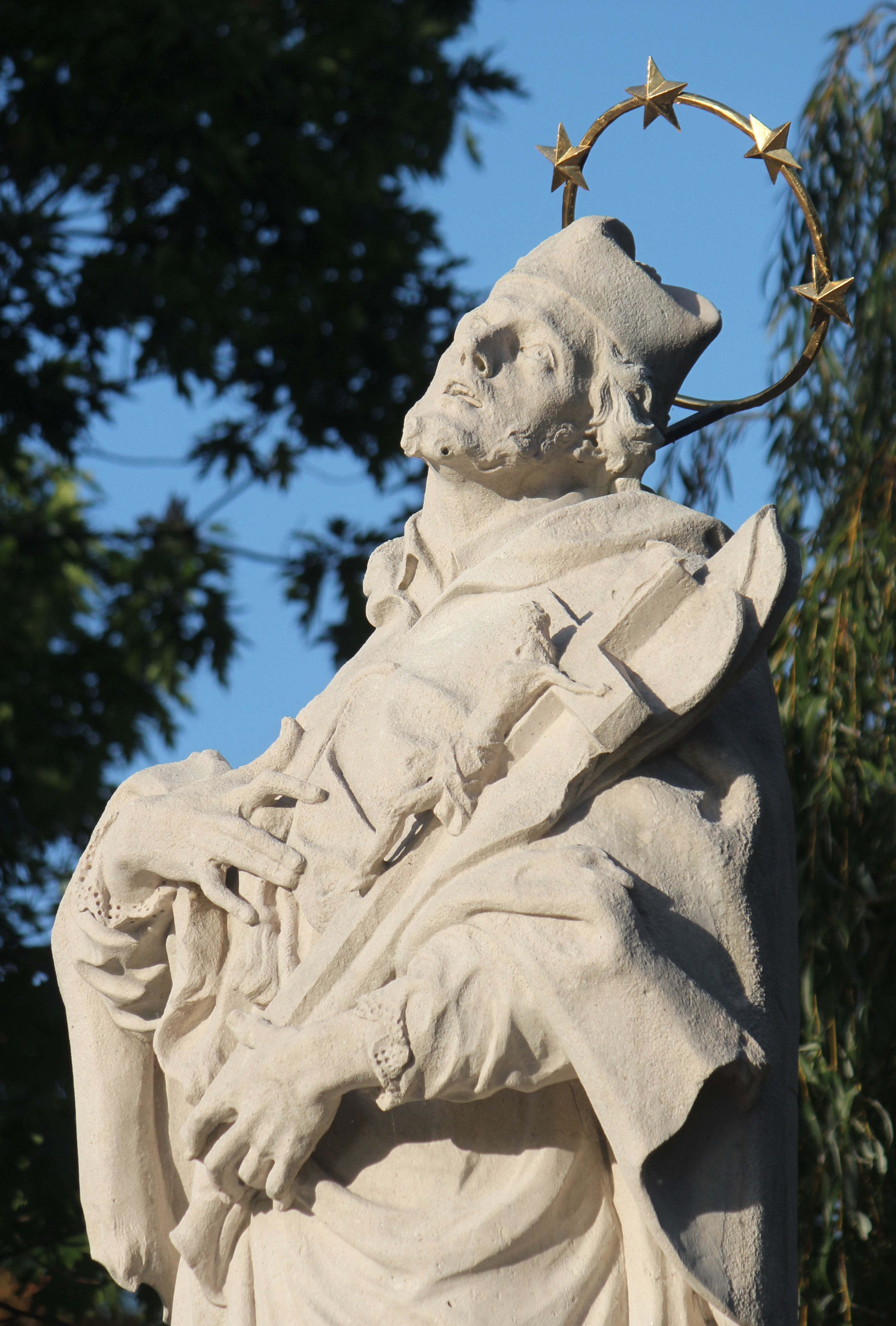
Nahaufnahme
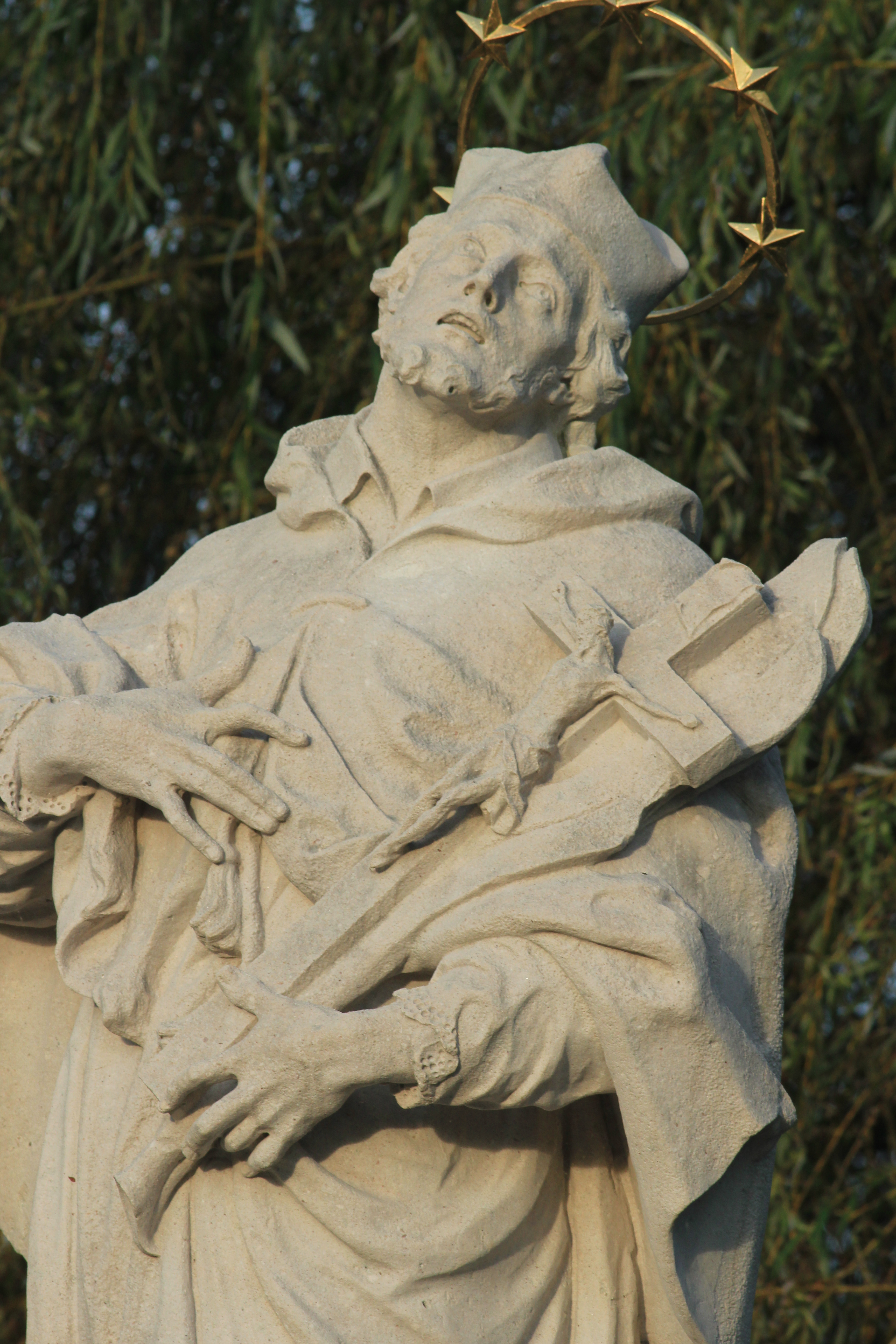
Nahaufnahme

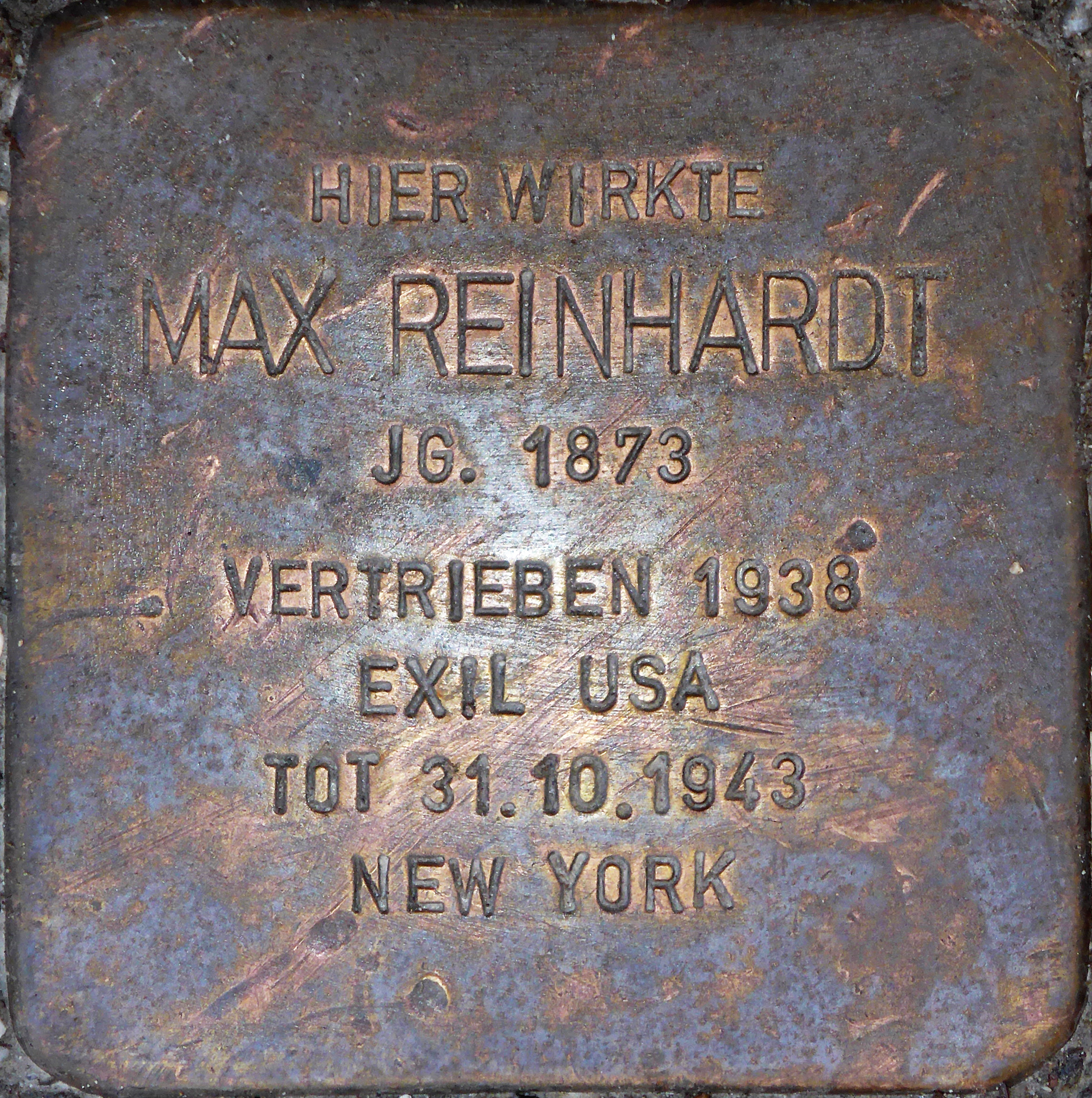
Stolperstein für Max Reinhardt
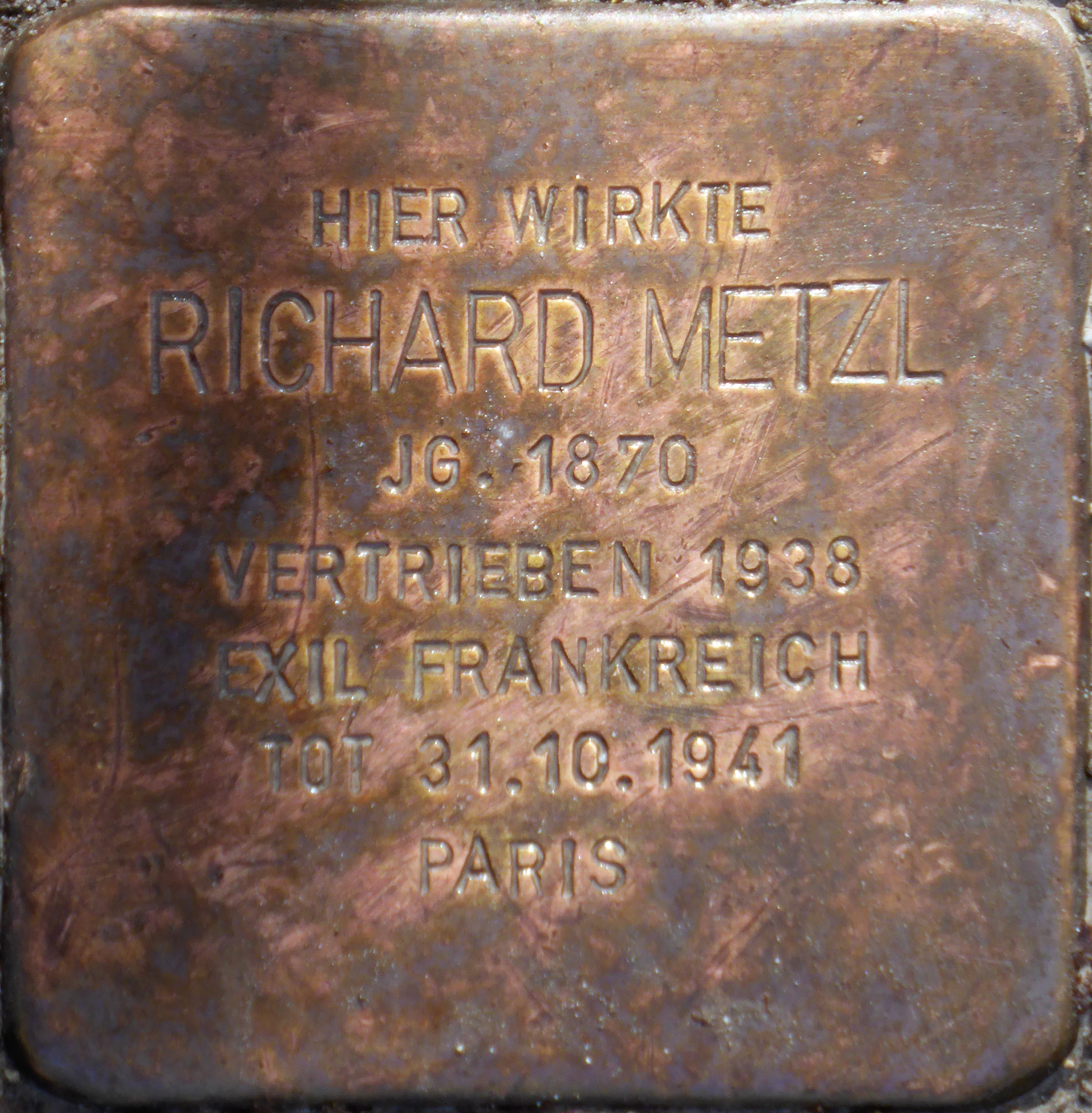
Stolperstein für Richard Metzl
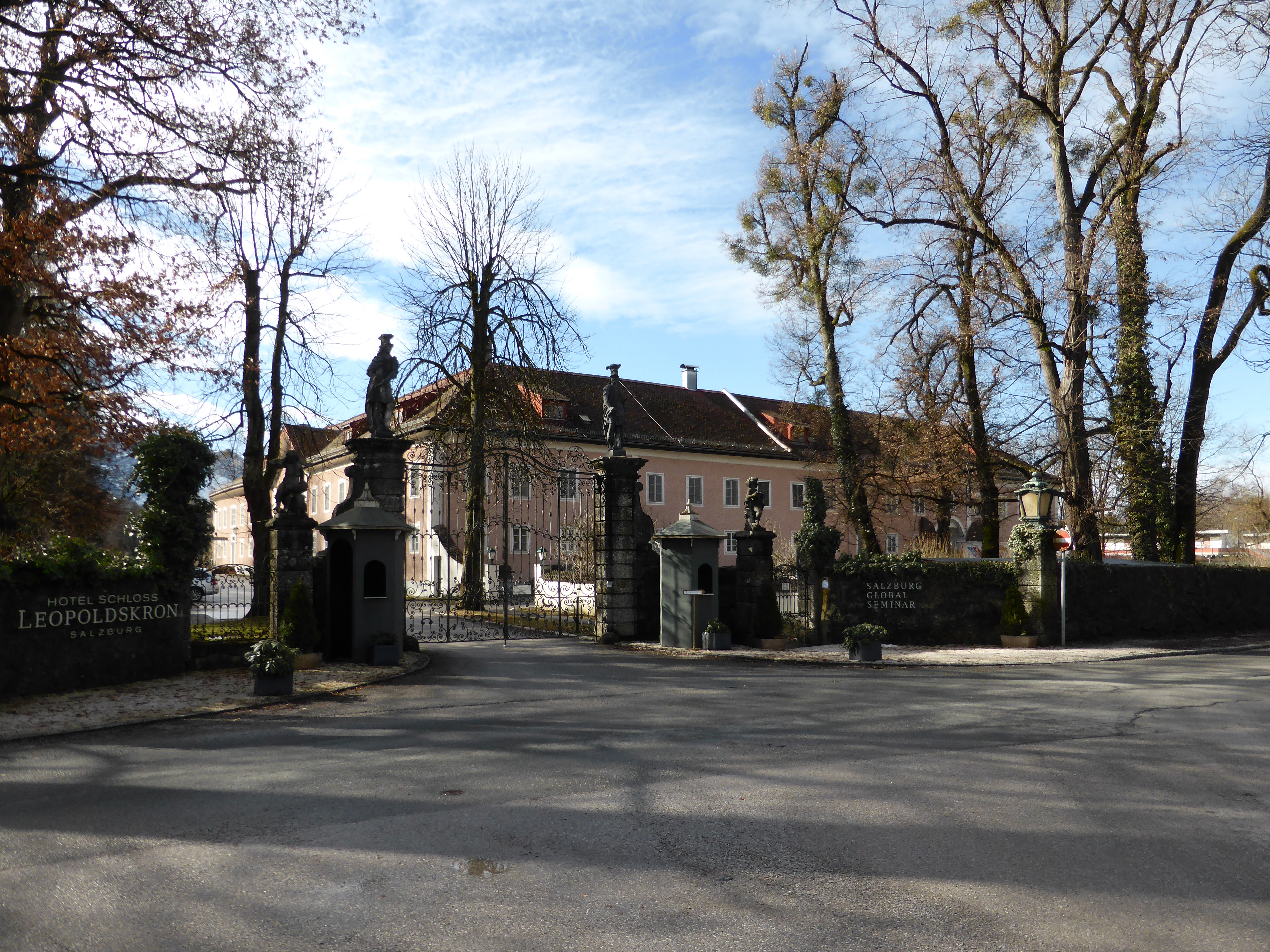
Verlegestelle des Stolperstein bei der Zufahrt zum Schloss (im Bild der Meierhof)